# Blauwe Salon van Alden Biesen

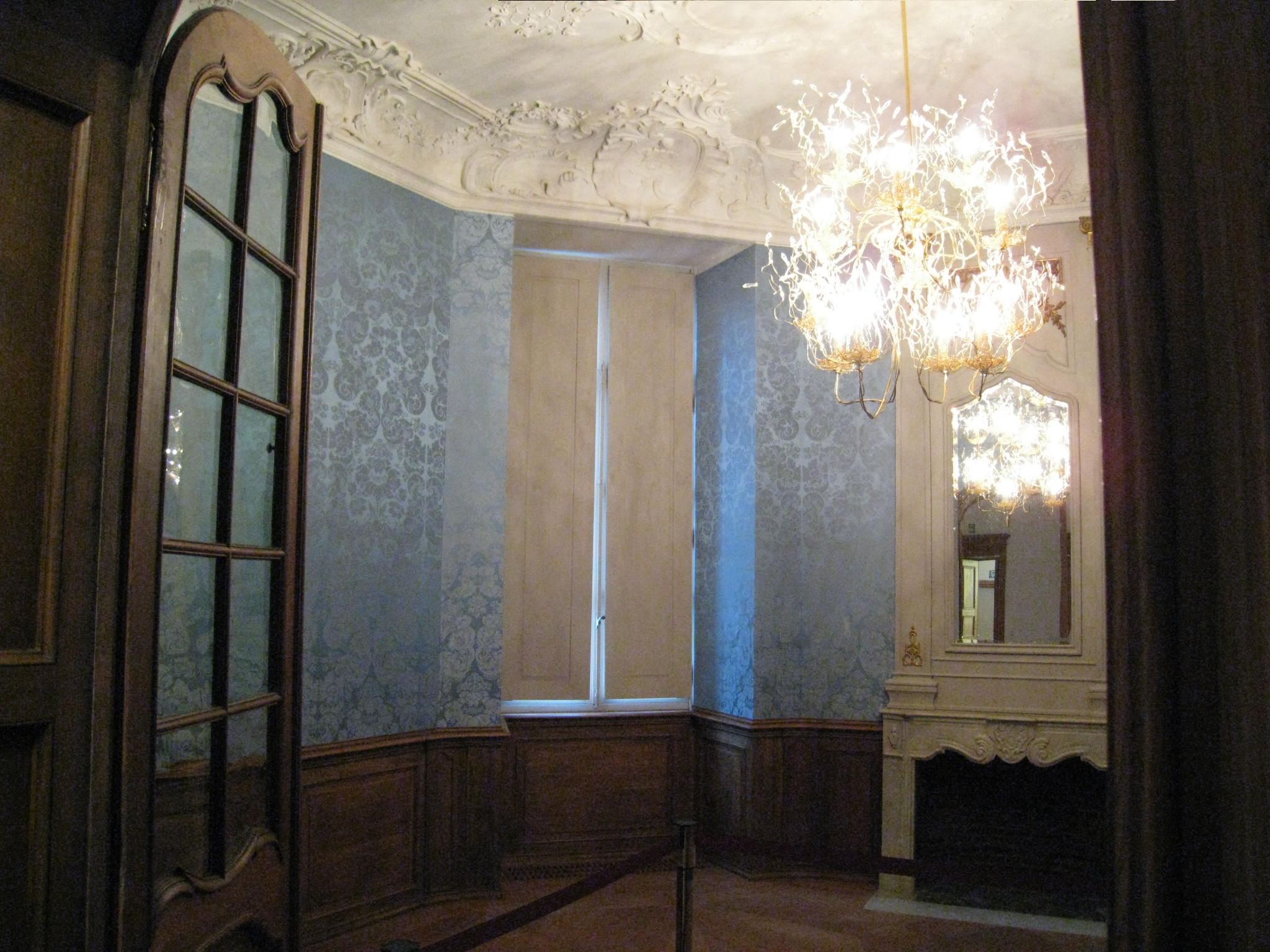
Blauwe Salon van Alden Biesen met Brand van Egmond kroonluchter 'Candles and Spirits'

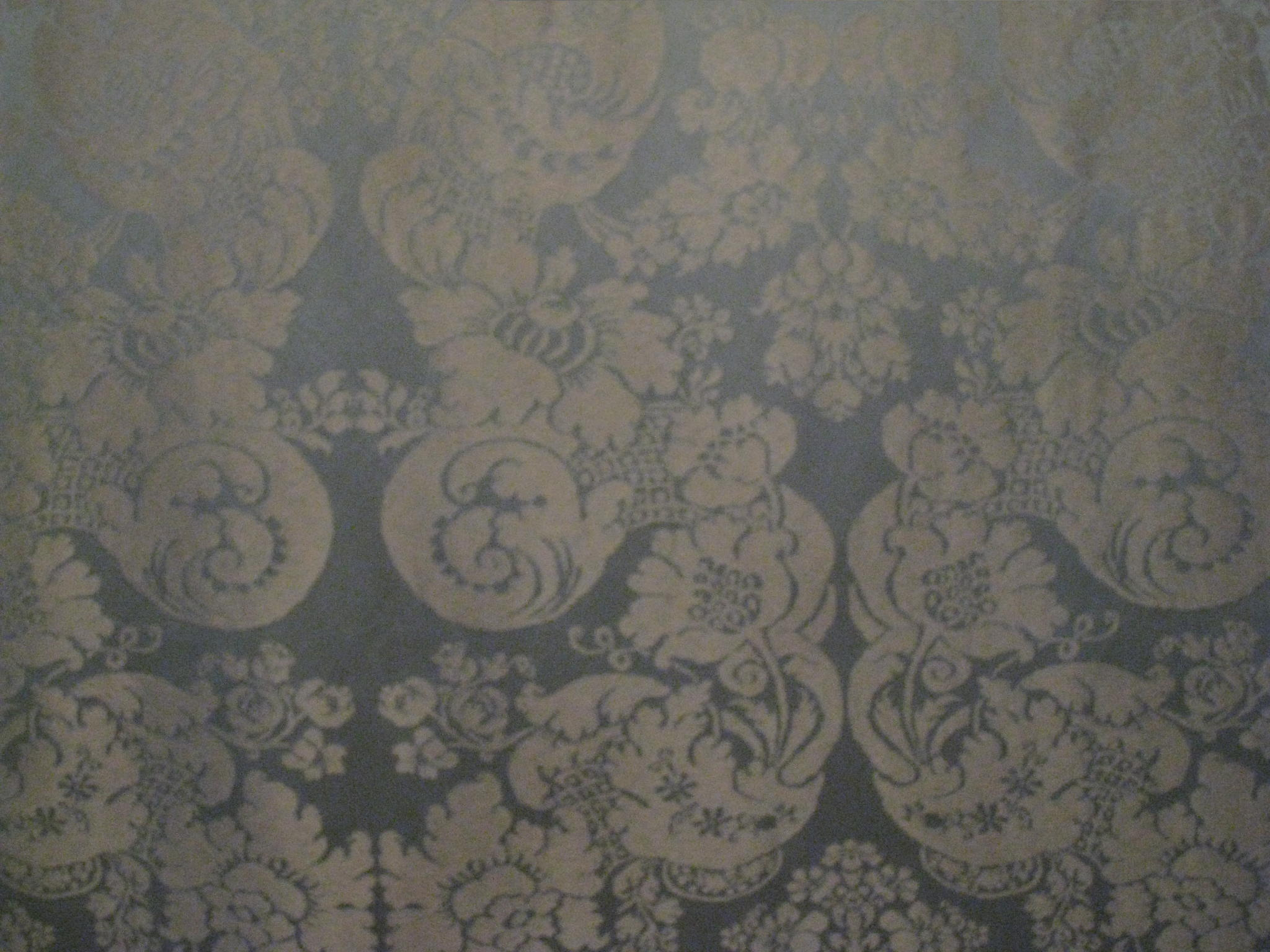
Blauw damasten bekleding wanden Blauw Salon Alden Biezen

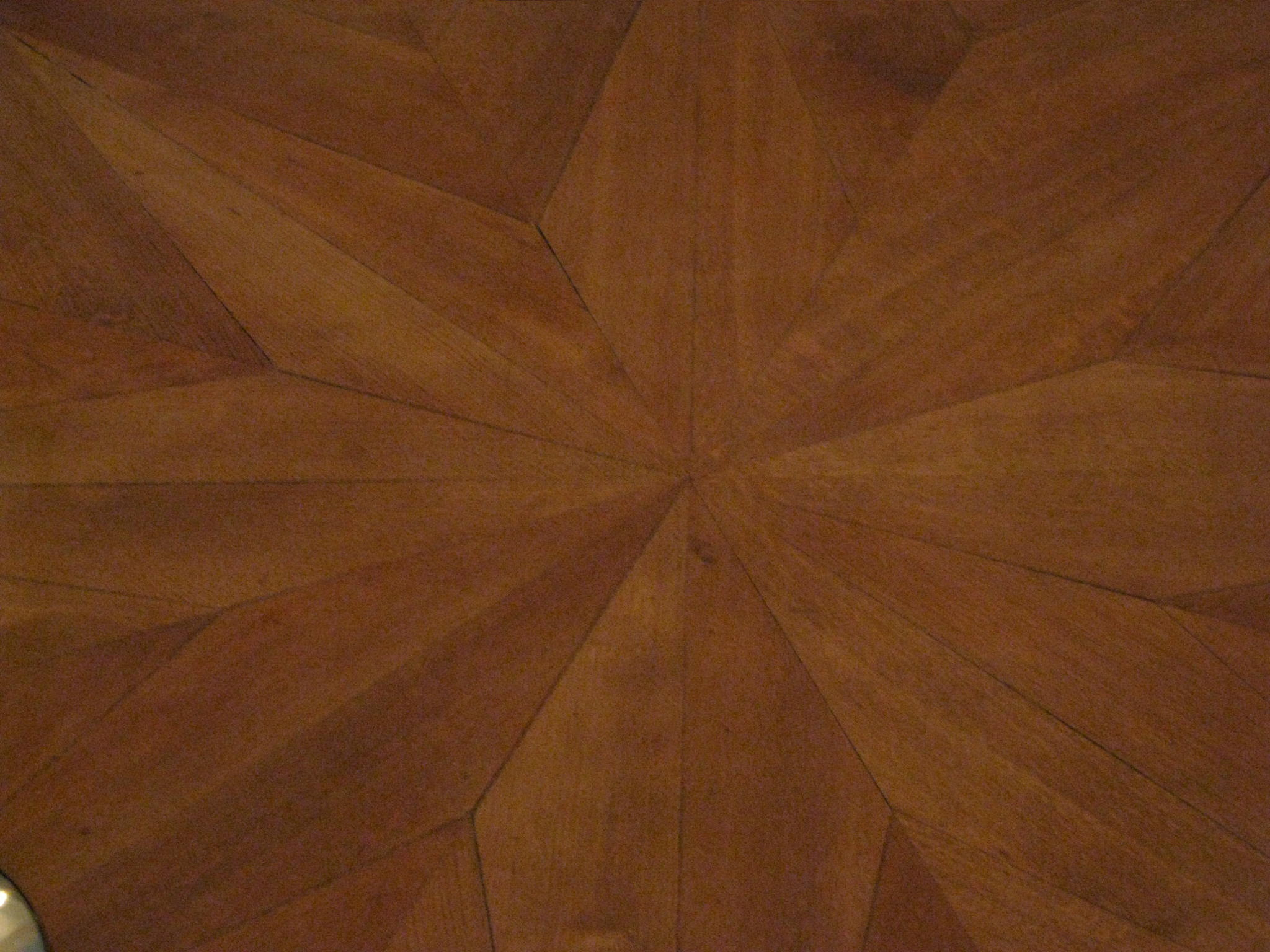
Stervormig parket Blauwe Salon Alden Biezen

Het Blauwe Salon van Alden Biesen is een ruimte in het gebouwencomplex van de landcommanderij Alden Biesen, met name in de zuidwestelijke hoektoren van de waterburcht, gelegen in de Belgisch-Limburgse deelgemeente Rijkhoven van Bilzen. Het salon diende als praalkamer waar de landcommandeur zijn gasten ontving. De restauratie van eind 2007 is op details na een precieze reconstructie van het 18e-eeuwse salon en wekt de grandeur van de vroegere landscommanderij der Duitse Orde terug tot leven.

## Situering
Tijdens de grote brand van 1971 werd het waardevolle salon bijna volledig verwoest. Tijdens de brand werden door omwonenden delen van het salon gered. Pas medio 2004 werd de reconstructie ervan aangevat na grondig historisch onderzoek. 

Men stelde zich als doel een wetenschappelijke reconstructie van het stucplafond met versierde kooflijsten uit te voeren, de gerecupereerde schouwmantel en de houten binnendeuren terug aan te brengen, de lambrisering te herstellen, de parketvloer teug aan te brengen en de muren terug te voorzien van de blauwe stoffen wandbespanningen. Aan deze wandbekleding dankt het salon haar naam. 

Bij de voorstudie van de restauratie baseerde men zich vooral op de vroegere vaststellingen en foto's van het Koninklijk Instituut van het Kunstpatrimonium (1943). Hierop waren de bovenste delen van de belangrijkste ornamenten van de vier hoeken van het achthoekige salon te zien.

Het gehele kostenplaatje van de reconstructie; inclusief het vooronderzoek kwam neer op 8000 manuren ter waarde 817 000 euro.

## Bijzondere problemen bij de restauratie
Het 18e-eeuwse stucplafond met grillig gevormde kooflijsten naar ontwerp en uitvoering van Joseph Moretti stelde wel bijzondere eisen aan de restaurateurs. Van de 170 bewaarde plafondfragmenten werd 80% in het nieuwe plafond geïntegreerd, met behoud van het patina om het onderscheid tussen de historische elementen en de reconstructie op een didactische wijze te benadrukken. Bij de reconstructie van het plafond wendde men kalkmortel met beenderlijm en soms wel platte kaas aan om de gewenste ingewikkelde vormen te verkrijgen. Het ontbreken van voorkennis rond het centrale plafondmotief vormde een ware uitdaging. Daar er niet de minste aanwijzing voorhanden was rond de oorspronkelijke verlichtingsbron opteerde men voor het plaatsen van een eigentijdse luchter. Het werd een goudkleurige met de hand vervaardigde kroonluchter bezet met Swarovskikristal van de kunstenaars William Brand en Annet van Egmond. 

De wanden van het salon werden voorzien van blauwe zijde uit Lyon waarin een 18e-eeuws damastmotief verweven zit. De vloer voorzag men terug met een eiken parket in de oorspronkelijke stervormige configuratie. De zaalbetimmering in Luiks-Akense meubelstijl is oorspronkelijk.